# قضاء الطيب
قضاء الطِيب هو قضاء حدودي في محافظة ميسان جنوب العراق، وكان قبل ذلك ناحيةً تابعة لمركز قضاء العمارة، استحدثت الناحية يوم 1 كانون الثاني سنة 1972م، ومركزها مخفر شرطة الطيب وأُلغيت الناحية في الثمانينات أثناء حرب القادسية الثانية، بسبب وقوعها في منطقة جبهات عسكرية على الحدود العراقية الإيرانية.

## مقاطعاتها
مركز ناحية الطيب هو مخفر شرطة الطيب، وتتبعها عدة مقاطعات.
| اسم المقاطعة ورقمها                                      | مساحتها |
| -------------------------------------------------------- | ------- |
| جزيرة سيد نور الغربية وهور الحويشة والشورة/ناحية كميت 11 |         |
| هور السنان الغربي وتل محطب 14                            |         |
| جزيرة الطيب الجنوبي 15                                   |         |
| جزيرة الطيب الجنوبي 16                                   |         |
| أبو غريب والشرهاني 17                                    |         |
| البجلية والعودة 18                                       |         |
| أم الكمبر 19                                             |         |
| الدويريج الشمالي/ ناحية المشرح 20                        |         |